# Sugita Seikei

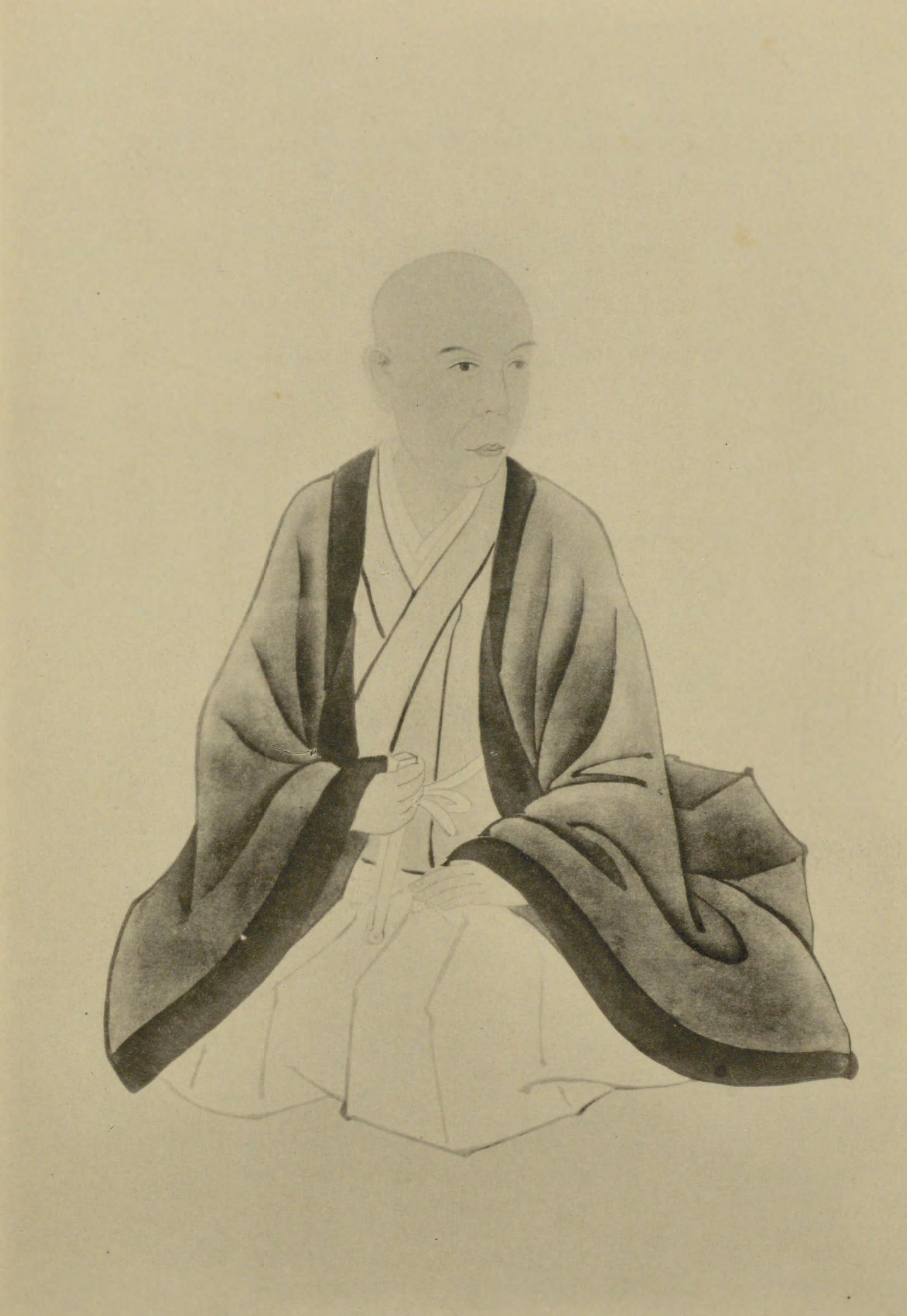
Sugita Seikei

Sugita Seikei (japanisch 杉田 成卿; geboren 18. Dezember 1817 in Edo (Provinz Musashi); gestorben 23. März 1859) war ein japanischer Mediziner und Gelehrter der „Westliche Wissenschaften“ (Rangaku) der späten Edo-Zeit.

## Leben und Wirken
Sugita Seikei war ein Sohn von Sugita Ryūkei (杉田 立卿). Sein Vorname war Shin (信), sein „Gō“ war Umeri (梅里) und sein gewöhnlicher Name war Seikei (成卿). Im Jahr 1836  trat er in die Lehre des Mediziners mit niederländischer Ausbildung Tsuboi Shindō (坪井 信道; 1795–1848) ein und studierte Medizin und niederländisches Wissen. Im Jahr 1840 wurde er zum Übersetzer für die Sternwarte ernannt und beschäftigte sich mit der Übersetzung niederländischer Bücher. Im Jahr 1845 übernahm er die Leitung seiner Familie und wurde Samurai-Arzt der Sakai-Feudalherrn der Obama-Domäne (小浜藩).
Im Jahr 1853 beobachtete er, zusammen mit Mitsukuri Gempo, die Ankunft amerikanischer und russischer Schiffe und wurde mit der Untersuchung von damit zusammenhängenden Dokumenten betraut. Im Jahr 1854 gab er seine Position als Übersetzer für die Sternwarte auf und widmete sich der Übersetzung westlicher Artilleriebücher. 1856 wurde er Lehrer am Bansho-Shirabesho, der Einrichtung des Bakufu für die Übersetzung westlicher Literatur. Er hat viele Erfolge als Übersetzer vorzuweisen und wurde 1843 an der Sternwarte vom Shogunat beauftragt, zusammen mit Udagawa Yōan und Mitsukuri „Leiddraad bij het onderrigt de zee-artillerie.“ – „Richtlinien für den Unterricht in der Marineartillerie“, verfasst von J. N. Calten, zu übersetzen.
Im Jahr 1849 veröffentlichte Sugita die medizinischen Lehrbücher „Saisei mikata“ (済生三方) in drei Bänden, weiter „Ikai“ (医戒) und „Chii shinketsu“ (治痘真訣) und übersetzte außerdem einen Band von „Enkai keibi ryakusetsu“ (沿海警備略説) – „Kurze Erläuterung der Küstenbewachung“ des Shogunats. 1850 übersetzte er „Saisei meikō“ (済生備考), und 1852 übersetzte er und Mitsukuri im Auftrag des Shogunats 17 Bände von „Un’yō Kasenkō“ (軍用火箭考) – „Überlegungen zu Brandpfeilen für das Militär“. Im Jahr 1853 überarbeitete er im Auftrag des Shogunats das „Kaijō hōjutsu zensho“ (海上砲術全書) – „Vollständiges Buch über Seegeschütze“. Im Jahr 1856 veröffentlichte er 12 Bände von „Hōjutusu kummō“ (砲術訓蒙) – „Schießausbildung“. Darüber hinaus gilt die niederländische Version von „Tamagawa Kikō“ (玉川紀行) – „Tamagawa Reisebericht“ als Meisterwerk.